# Ephedra
Ephedra (vernacular, éfedra) é um género de gimnospérmicas que agrupa cerca de 60 espécies de arbustos e pequenas árvores, sendo o único género extante na família Ephedraceae e na ordem Ephedrales e um dos três membros vivos da divisão Gnetophyta, juntamente com Gnetum e Welwitschia. As várias espécies de Ephedra estão disseminadas em muitas regiões áridas do mundo, abrangendo o sudoeste da América do Norte, o sul da Europa, o norte de África, o sudoeste e o centro da Ásia, o norte da China e o oeste da América do Sul. Em climas temperados, a maioria das espécies de Ephedra cresce em terrenos do litoral ou em solos arenosos com exposição direta ao sol. O nome chinês para as espécies de Ephedra é mahuang (chinês tradicional: 麻黃, chinês simplificado: 麻黄, pinyin: máhuáng, Wade–Giles: ma-huang, lit. ‘cânhamo-amarelo’), nome pelo qual tisanas destas plantas são comercializadas em ervanária na Europa. Várias espécies de Ephedra são a origem do estimulante conhecido por efedrina, que as plantas contêm em concentração significativa.

## Descrição
O uso medicinal destas plantas está documentado desde há cinco mil anos na China, onde esta erva é conhecida pelo nome ma huang. Os colonizadores adeptos a religião mórmon nos Estados Unidos conheceram seu uso ao estabelecerem contato com povos indígenas dos ute (ver Utah). São conhecidas variadas aplicações medicinais, principalmente devido ao facto de concentrar grandes quantidades de efedrina. As suas propriedades são usadas na preparação de produtos dietéticos de redução de apetite, e podem causar efeitos secundários graves. Presentemente, o uso de extractos de Ephedra está proibido nos Estados Unidos.

### Morfologia
A família Ephedraceae, da qual a Ephedra é o único género extante, é m grupo de gimnospérmicas constituído por espécies que são geralmente arbustos, por vezes trepadeiras e, raramente, pequenas árvores. Os membros do género propagam-se frequentemente através de rizomas.
Os caules são verdes e fotossintéticos. As folhas são opostas ou espiraladas. As folhas, semelhantes a escamas, fundem-se numa bainha na base e esta muitas vezes cai logo após o desenvolvimento. As espécies deste género não apresentam canais de resina.
As plantas são maioritariamente dioicas, com os cones masculinos, os estróbilos produtores de pólen, em espirais de 1-10, cada um consistindo numa série de brácteas decussadas. O pólen é sulcado. Os estróbilos femininos também ocorrem em espirais, com brácteas que se fundem à volta de um único óvulo. As brácteas carnudas são brancas (como em Ephedra frustillata) ou vermelhas. Há geralmente 1-2 sementes amarelas a castanho-escuras por estróbilo.

### Distribuição e ecologia
O membros do género Ephedra ocorrem em climas áridos, numa vasta área que inclui a Europa, Norte de África, Ásia central e sudoeste, América do Norte e do Sul, sendo que o género tem quase distribuição cosmopolita em regiões desérticas, mas não ocorre na Austrália.
As Ephedraceae estão adaptadas a regiões extremamente áridas, crescendo frequentemente em habitats com muito sol, e ocorrem até 4000 m acima do nível do mar, tanto nos Andes como nos Himalaias. Constituem uma parte significativa do ecossistema de arbustos de sálvia do Great Basin da América do Norte.

## Evolução e taxonomia

### História evolutiva
Os membros mais antigos conhecidos do género são do Cretáceo Inferior, datadod de há cerca de 125 milhões de anos, com registos conhecidos do Aptiano-Albiano da Argentina, China, Portugal e Estados Unidos da América.
O registo fóssil de Ephedra, com exceção de pólen, desaparece após o Cretáceo Inferior. As estimativas feitas pelo método do relógio molecular sugerem que o último ancestral comum das espécies vivas de Ephedra viveu muito mais recentemente, durante o Rupeliano (Oligoceno inicial) há cerca de 30 milhões de anos.
No entanto, o pólen modificado a partir da condição ancestral do género com pseudosulcos ramificados (sulcos), que evoluiu em paralelo nas linhagens vivas da América do Norte e da Ásia, é conhecido desde o Cretáceo Superior, sugerindo que o último antepassado comum é pelo menos tão antigo.

### Taxonomia
O género Ephedra foi descrito pela primeira vez em 1753 por Carl Linnaeus, e a espécie-tipo é Ephedra distachya. A família, Ephedraceae, foi descrita pela primeira vez em 1829 por Barthélemy Dumortier.
Em 2021 a base de dados Plants of the World Online listava como validamente publicadas as seguintes espécies:

- Ephedra alata Decne. – Norte da África, Península Arábica
- Ephedra altissima Desf. non- Bové (1834), non- Delile (1813), non- Buch (1828) – Norte da África, Canárias
- Ephedra americana Humb. & Bonpl. ex Willd. – Bolívia, Equador, Peru, Argentina, Chile
- Ephedra antisyphilitica Berland ex C.A.Mey. – Texas, Oklahoma, New Mexico, Nuevo León, Coahuila, Chihuahua
- Ephedra aphylla Forssk. – leste da região mediterrânica, da Líbia e Chipre até às margens do Golfo Pérsico
- Ephedra × arenicola H.C.Cutler – Arizona, Utah (híbrido, E. cutleri × E. torreyana)
- Ephedra aspera Engelm. ex S.Watson – Texas, New Mexico, Arizona, Utah, Nevada, Califórnia, Chihuahua, Durango, Zacatecas, Sinaloa, Sonora, Baja California
- Ephedra aurantiaca Takht. & Pachom. – Cáucaso, Cazaquistão, Turquemenistão
- Ephedra aurea Brullo et al.
- Ephedra boelckei F.A.Roig – Argentina
- Ephedra botschantzevii Pachom. – Cazaquistão, região de Tuva na Sibéria
- Ephedra breana Phil. (frutilla de campo) – Peru, Bolívia, Chile, Argentina
- Ephedra brevifoliata Ghahr. – Irão
- Ephedra californica S.Watson – Califórnia, oeste do Arizona, Baja California
- Ephedra chengiae Yang & Ferguson
- Ephedra ciliata Fisch. ex C.A.Mey.
- Ephedra chilensis C.Presl – pingo-pingo - Chile, Argentina
- Ephedra compacta Rose – disseminada na maior parte do México
- Ephedra coryi E.L.Reed (Cory's Ephedra) – Texas, New Mexico
- Ephedra cutleri Peebles – Colorado, Utah, Arizona, New Mexico, Wyoming
- Ephedra dahurica Turcz. – Sibéria, Mongólia
- Ephedra dawuensis Y.Yang – Sichuan
- Ephedra distachya L. – sul da Europa e centro da Ásia, desde Portugal ao Cazaquistão
  - Ephedra distachya subsp. distachya (sin.: Ephedra vulgaris)
  - Ephedra distachya subsp. helvetica (C.A.Meyer) Aschers. & Graebn.
  - Ephedra distachya subsp. monostachya (L.) Riedl
- Ephedra × eleutherolepis V.A.Nikitin – Tajiquistão (híbrido de E. intermedia × E. strobilacea)
- Ephedra equisetina Bunge – ma huang – Cáucaso, Ásia Central, Sibéria, Mongólia, Gansu, Hebei, Mongólia Interior, Ningxia, Qinghai, Shanxi, Xinjiang
- Ephedra fasciculata A.Nelson – Arizona, Califórnia, Nevada, Utah
- Ephedra fedtschenkoae Paulsen – Ásia Central, Sibéria, Mongólia, Xinjiang
- Ephedra foeminea Forssk. (sin.: Ephedra macedonica Kos.) – norte da África, Somália, Península Balcânica, Itália, Médio oriente; naturalizana no Santa Barbara County da Califórnia
- Ephedra foliata Boiss. ex C.A.Mey. – norte da África, Somália,Médio oriente, Índia
- Ephedra fragilis Desf. – Mediterrâneo ocidental, Canárias, Madeira
  - Ephedra fragilis subsp. campylopoda (C.A.Meyer) Aschers. & Graebn.
- Ephedra frustillata Miers – Chile, Argentina
- Ephedra funerea Coville & C.V.Morton – Califórnia, Arizona, Nevada
- Ephedra gerardiana Wall. ex Klotzsch & Garcke – Himalayas, Tibete, Yunnan, Sibéria, Ásia Central
- Ephedra gracilis Phil. ex Stapf
- Ephedra holoptera Riedl – Irão
- Ephedra intermedia Schrenk & C.A.Mey. – China, Sibéria, Ásia Central, Himalayas, Irão, Paquistão
- Ephedra kardangensis P.Sharma & P.L.Uniyal – oeste dos Himalayas
- Ephedra khurikensis P.Sharma & P.L.Uniyal – oeste dos Himalayas
- Ephedra laristanica Assadi – Irão
- Ephedra likiangensis Florin – Guizhou, Sichuan, Tibete, Yunnan
- Ephedra lomatolepis Schrenk – Cazaquistão, Tuva  (Sibéria)
- Ephedra major Host – Mediterrâneo, Oriente Médio, Ásia Central; das ilhas Canárias a Kashmir
- Ephedra milleri Freitag & Maier-St. – Oman, Yemen
- Ephedra minuta Florin – Qinghai, Sichuan
- Ephedra monosperma J.G.Gmel. ex C.A.Mey. (dan zi ma huang) – Sibéria, Mongólia, a maior parte da China, Tibete e Xinjiang
- Ephedra multiflora Phil. ex Stapf – Chile, Argentina
- Ephedra nevadensis S.Watson – Baja California, Califórnia, Arizona, Nevada, Utah, Oregon
- Ephedra ochreata Miers – Argentina
- Ephedra oxyphylla Riedl – Afeganistão
- Ephedra pachyclada Boiss. – Médio Oriente, do Sinai e Yemen ao Paquistão
- Ephedra pangiensis Rita Singh & P.Sharma
- Ephedra pedunculata Engelm. ex S.Watson – Texas, Chihuahua, Coahuila, Durango, San Luis Potosí, Nuevo León, Zacatecas
- Ephedra pentandra Pachom. – Irão
- Ephedra procera Fisch. & C.A.Mey. − Irão, Cáucaso
- Ephedra przewalskii Stapf – Ásia Central, Mongólia, Paquistão, Gansu, Mongólia Interior, Ningxia, Qinghai, Tibete
  - Ephedra przewalskii var. kaschgarica (B.Fedtsch. & Bobr.) C.Y.Cheng
- Ephedra pseudodistachya Pachom. – Sibéria, Mongólia
- Ephedra regeliana Florin – Ásia Central, Sibéria, Paquistão, Xinjiang
- Ephedra rhytidosperma Pachom., sin.: Ephedra lepidosperma C.Y.Cheng – Gansu, Mongólia Interior, Ningxia, Mongólia
- Ephedra rituensis Y.Yang, D.Z.Fu & G.H.Zhu – Qinghai, Xinjiang, Tibete
- Ephedra rupestris Benth. – Equador, Peru, Bolívia, Argentina
- Ephedra sarcocarpa Aitch. & Hemsl. – Paquistão, Afeganistão
- Ephedra saxatilis (Stapf) Royle ex Florin
- Ephedra sinica Stapf – Mongólia, Sibéria, Primorye, Manchúria
- Ephedra somalensis Freitag & Maier-St. – Somália, Eritreia
- Ephedra stipitata Biswas & Rita Singh
- Ephedra strobilacea Bunge – Irão, Ásia Central
- Ephedra strongylensis Brullo et al.
- Ephedra sumlingensis P.Sharma & P.L.Uniyal – oeste dos Himalayas
- Ephedra tilhoana Maire – Chade
- Ephedra torreyana S.Watson – Nevada, Utah, Colorado, Arizona, New Mexico, Texas, Chihuahua
- Ephedra transitoria Riedl – Iraque, Síria, Palestina, Arábia Saudita
- Ephedra triandra Tul. − Bolívia, Argentina
- Ephedra trifurca Torrey ex S.Watson – Califórnia, Arizona, New Mexico, Texas, Chihuahua, Sonora, Baja California
- Ephedra trifurcata Zöllner
- Ephedra tweedieana C.A.Mey. – Brasil, Argentina, Uruguai
- Ephedra viridis Coville – Califórnia, Nevada, Utah, Arizona, New Mexico, Colorado, Wyoming, South Dakota, Oregon
- Ephedra vvedenskyi Pachom. – Irão, Cáucaso, Turquemenistão
- Ephedra yangthangensis Prabha Sharma & Rita Singh – Yangthang até Ka, Leo, Nako, Chango, Chulling, Sumdo, Hoorling e Lira, no distrito de Kinnaur de Himachal Pradesh[18]

## Etnobotânica

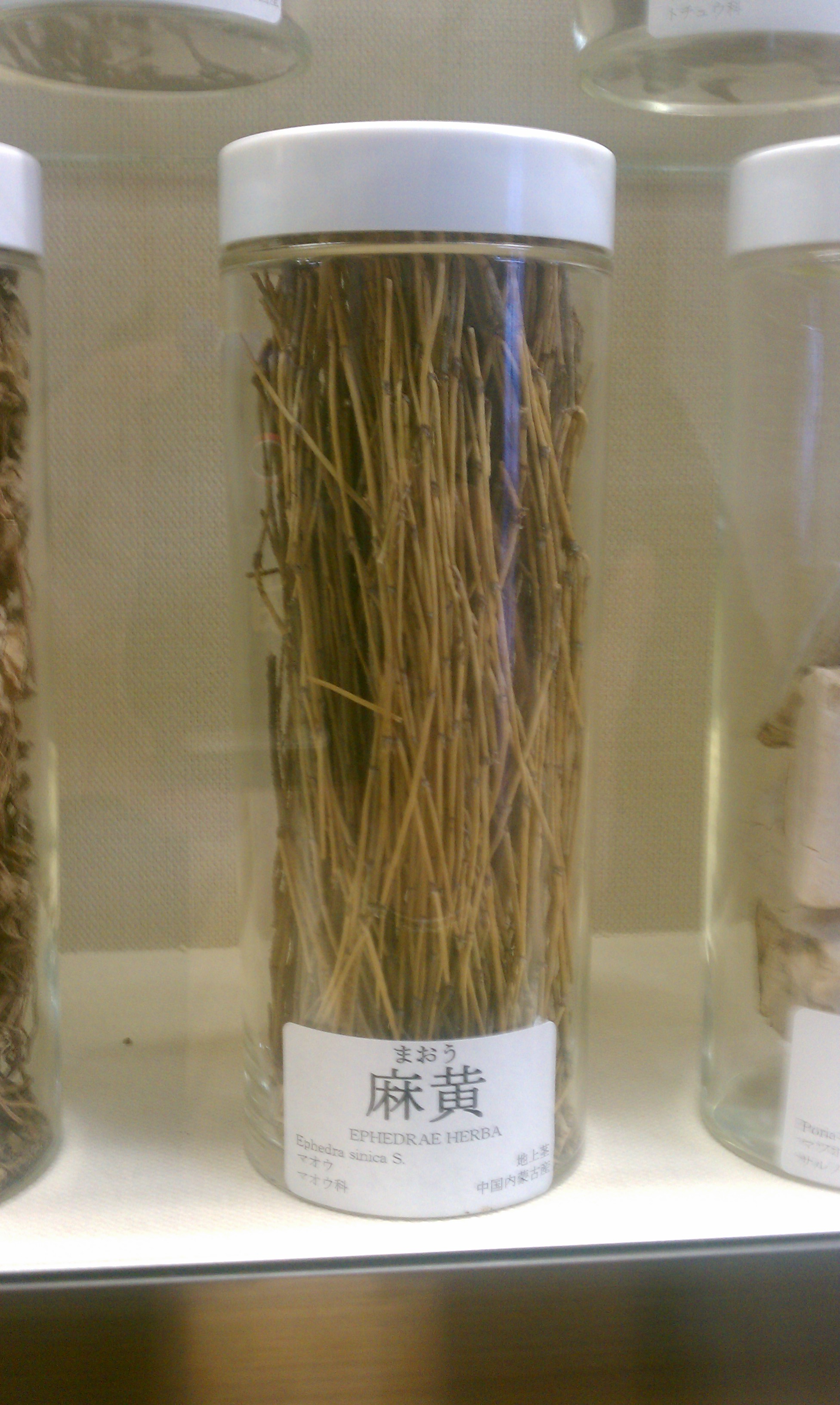
Planta como usada em herbologia chinesa (ervanária).

### Usos medicinais
Os alcalóides da Ephedra, a efedrina e a pseudoefedrina – constituintes da E. sinica e de outros membros do género – têm qualidades sipatomiméticas e decongestionantes, e têm sido utilizados como suplemento dietético, principalmente para perda de peso. O medicamento efedrina é utilizado para prevenir a hipotensão arterial durante a raquianestesia.
Nos Estados Unidos, os suplementos de efedra foram banidos do mercado no início do século XXI devido a sérios riscos de segurança. As plantas do género Ephedra, incluindo a E. sinica e outras, eram usadas na medicina tradicional para tratar dores de cabeça e infecções respiratórias, mas não há provas científicas de que sejam eficazes ou seguras para estes fins.
A efedra também desempenhou um papel como precursor no fabrico clandestino de metanfetaminas.

### Teor de alcaloides
As primeiras utilizações das espécies de Ephedra (mahuang) para doenças específicas remontam a 5000 a.C. A efedrina e os seus isómeros foram isolados em 1881 a partir de Ephedra distachya e caracterizados pelo químico orgânico japonês Nagai Nagayoshi. O seu trabalho para aceder aos ingredientes activos da Ephedra para isolar uma substância farmacêutica pura levou à produção sistemática de derivados semi-sintéticos que continua a ser relevantes na atualidade.
Três espécies, Ephedra sinica, Ephedra vulgaris e, em menor escala, Ephedra equisetina, são cultivadas comercialmente na China como fonte de efedrinas e isómeros naturais para utilização em produtos farmacêuticos.
A E. sinica e a E. distachya contêm geralmente seis feniletilaminas com características opticamente activas, na sua maioria efedrina e pseudoefedrina, com pequenas quantidades de norefedrina, norpseudoefedrina, bem como os três análogos metilados. É difícil obter informações fiáveis sobre o teor total de alcaloides da droga em bruto. Com base em análises HPLC em ambientes industriais, as concentrações de alcalóides totais na Herba Ephedra seca variaram entre 1 e 4% e, nalguns casos, até 6%.
Para uma revisão da distribuição dos alcaloides em diferentes espécies do género Ephedra, ver Jian-fang Cui (1991). Outras espécies americanas e europeias de Ephedra, por exemplo, Ephedra nevadensis (chá-mormon do Nevada) não foram sistematicamente avaliadas; com base em investigações de campo não publicadas, contêm níveis muito baixos de efedrina (menos de 0,1%) ou nenhum.

### Contraindicações
Os alcalóides obtidos das espécies de Ephedra utilizadas em medicamentos à base de plantas, que são usados para preparar sinteticamente a pseudoefedrina e a efedrina, podem causar eventos cardiovasculares. Estes eventos têm sido associados a arritmias, palpitações, taquicardia e enfarte do miocárdio. Foi relatado que o consumo de cafeína em combinação com efedrina aumenta o risco destes eventos cardiovasculares.
As espécies deste género são produtoras de efedrina e pseudoefedrina, sendo contraindicada para pessoas com debilidades, pressão alta, doenças cardíacas, tireoide hiperativa, diabetes, hepatite, problemas digestivos, glaucoma e insônia. Isto porque os extratos concentrados podem causar arritmias, insônia, ansiedade e vertigem. Suas propriedades também estão associados a nervosismo, insônia, hipertensão ou erupções cutâneas em alguns casos raros. Seu uso é vetado para crianças e mulheres grávidas.

## Galeria

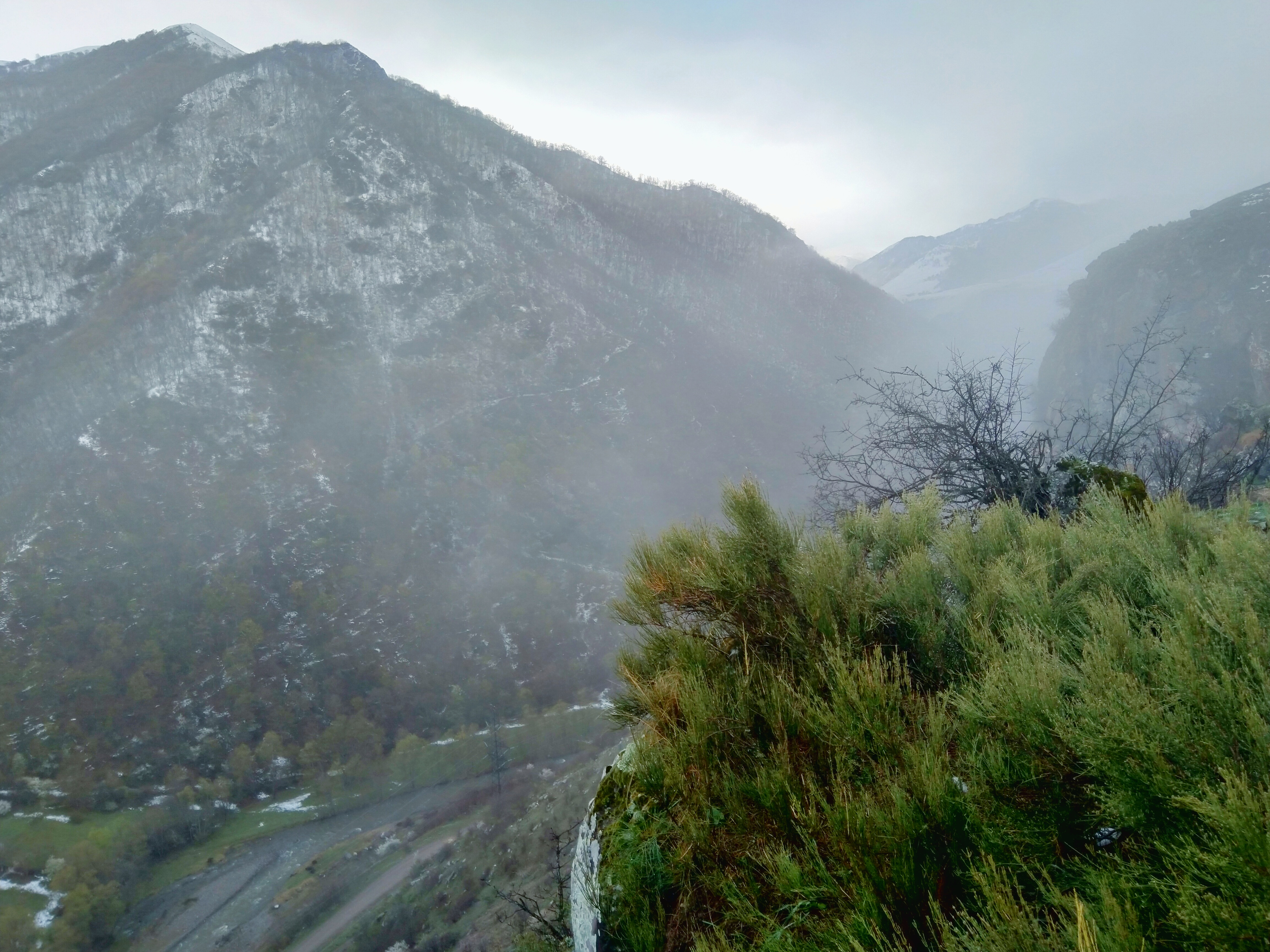
Arbustos de Ephedra major em Karvachar.
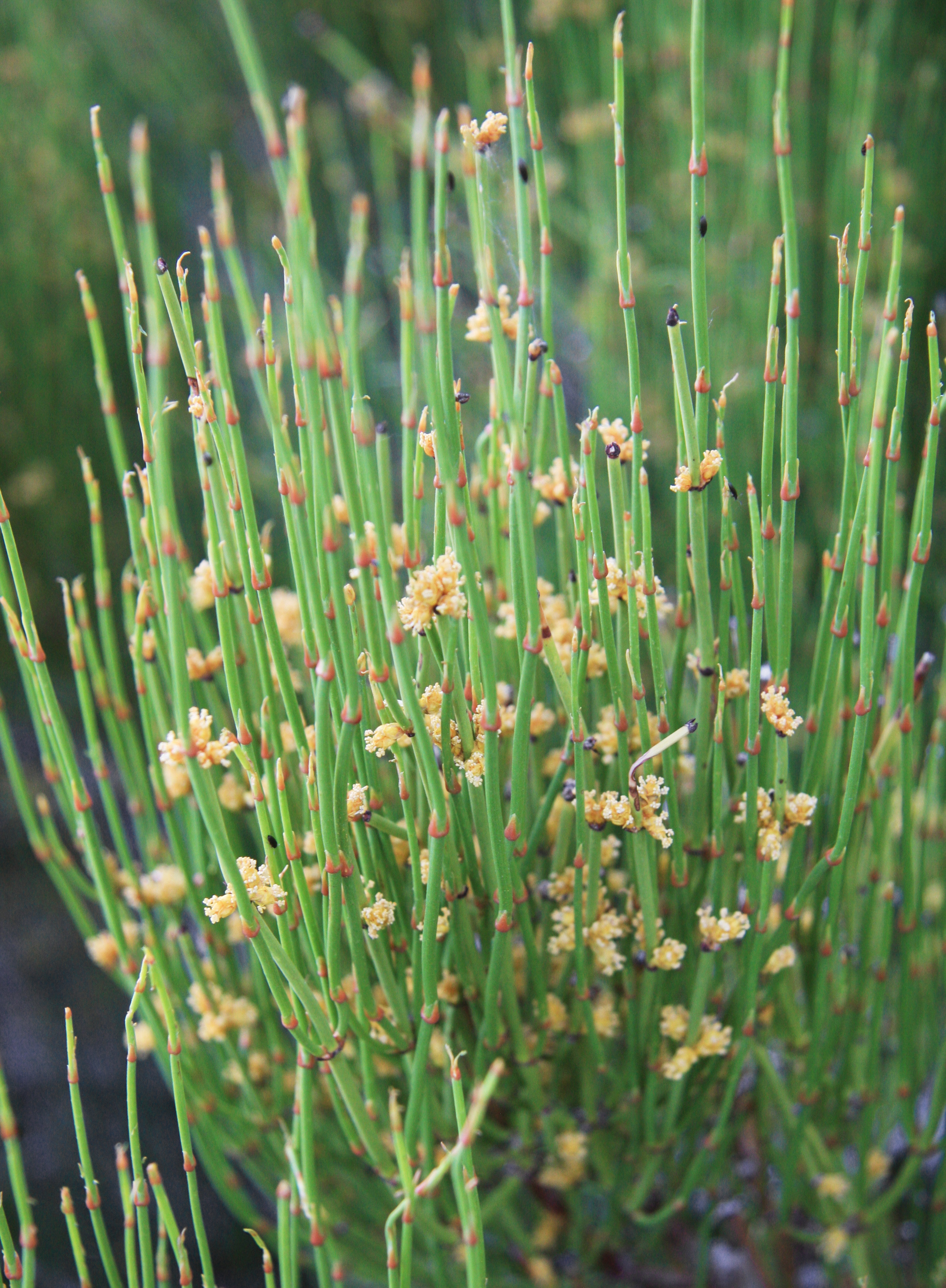
Ephedra viridis.
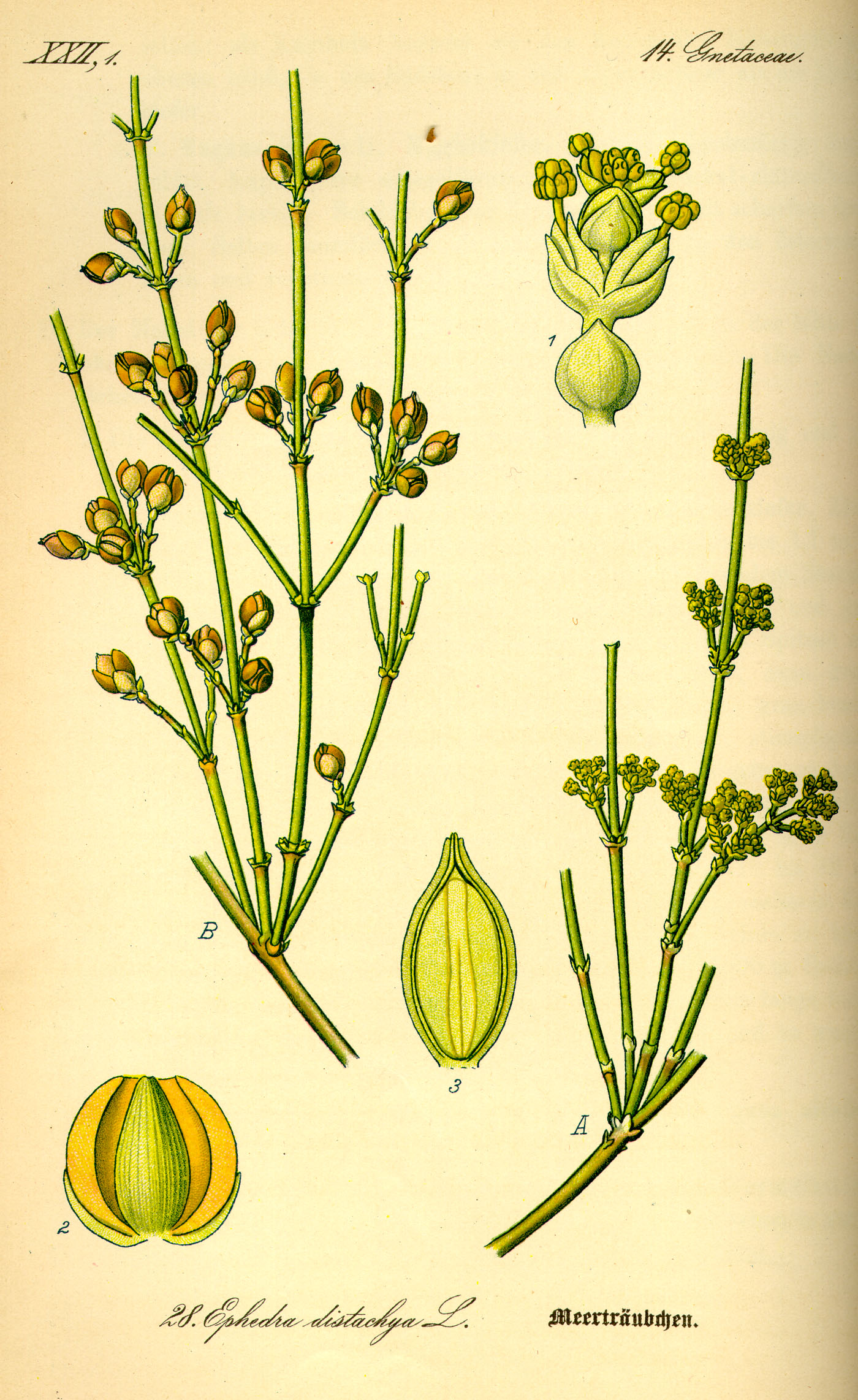
Ephedra distachya.
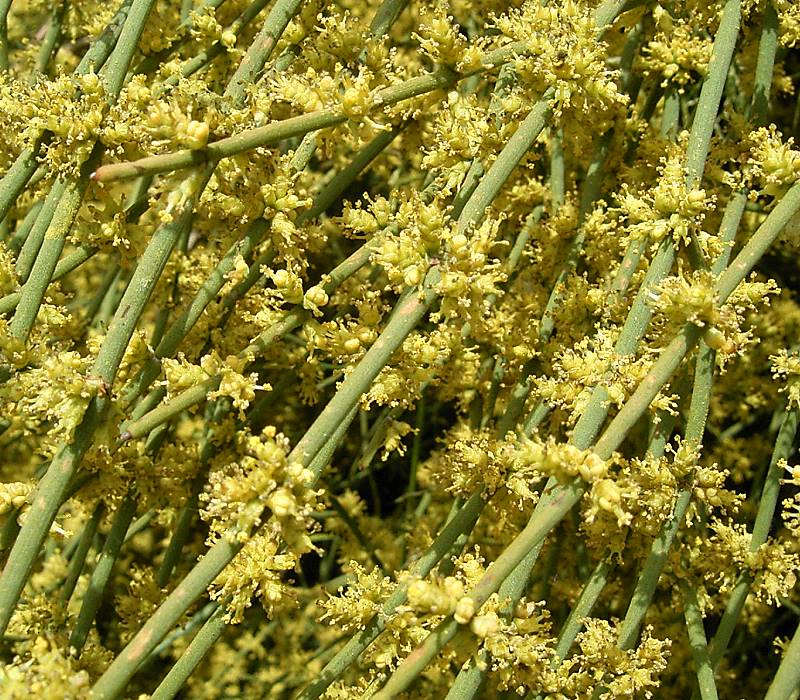
Cones masculinos de Ephedra fragilis (cones de pólen).
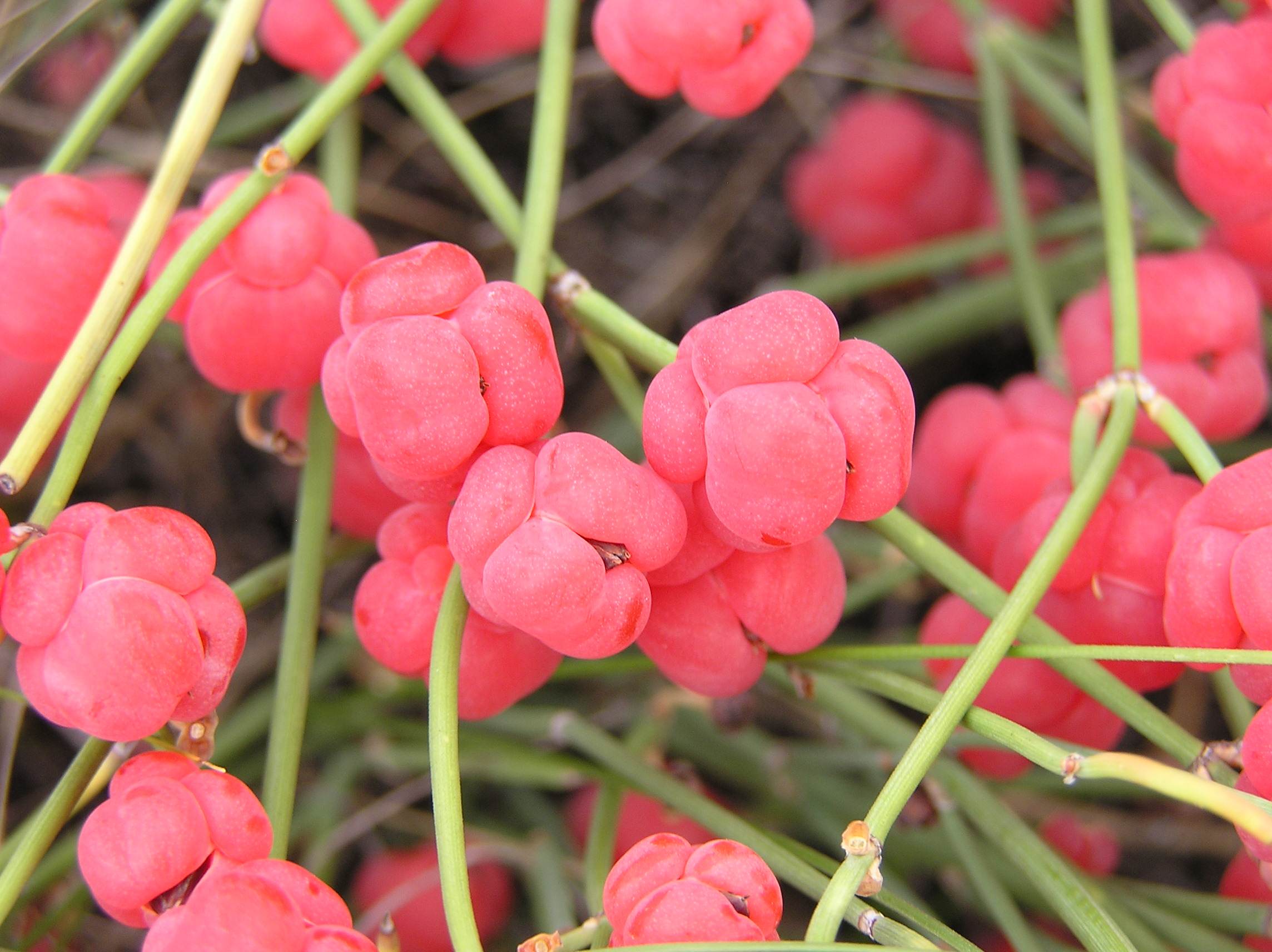
Cones femininos maduros de Ephedra distachya.
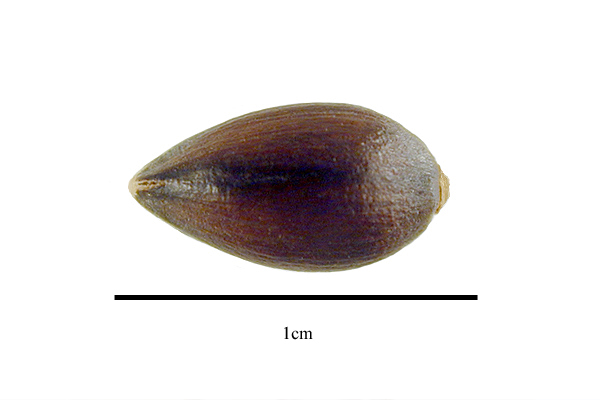
Sementes de Ephedra ciliata.

## Classificação lineana do género
| Sistema | Classificação                     | Referência               |
| ------- | --------------------------------- | ------------------------ |
| Linné   | Classe Dioecia, ordem Monadelphia | Species plantarum (1753) |